# 柔利國

圖出自《古今圖書集成·方輿彙編·邊裔典·第一百三十九卷》

明朝，胡文煥《山海經圖》

柔利國，又稱作牛犁國、留利國、和利國、子利國，是《淮南子》所記海外三十六國之一，其民稱作柔利民，只有一手一足，體內沒有骨頭，故手腳都向上反曲，像折斷般，為聶耳國的後代。
在《山海經·海外北經》、《大荒北經》中也有所記載。